# I-56 (tàu ngầm Nhật) (1943)
I-56 là một tàu ngầm tuần dương lớp Type-B (巡潜乙型潜水艦 Junsen Otsu-gata sensuikan) được Hải quân Đế quốc Nhật Bản chế tạo trong giai đoạn cuối Chiến tranh Thế giới thứ hai. Nhập biên chế năm 1944, nó hoạt động tuần tra và tham gia Chiến dịch Philippines trong trận Hải chiến vịnh Leyte trước khi được cải biến thành thành tàu ngầm mang ngư lôi tự sát Kaiten. Nó tiếp tục hoạt động tuần tra và tham gia trận Okinawa trước khi mất tích vào tháng 4, 1945, có thể bị các tàu khu trục và máy bay Hải quân Hoa Kỳ đánh chìm tại khu vực Okinawa vào ngày 18 tháng 4, 1945.

## Thiết kế và chế tạo

### Thiết kế
Tàu ngầm Type B Cải tiến 2 (lớp I-54) (còn gọi là Type B3) được cải tiến từ Type B2 dẫn trước, có công suất động cơ diesel giảm đáng kể để nâng cao tầm xa hoạt động. Chúng có trọng lượng choán nước 2.649 tấn (2.607 tấn Anh) khi nổi và 3.747 tấn (3.688 tấn Anh) khi lặn, lườn tàu có chiều dài 108,7 m (356 ft 8 in), mạn tàu rộng 9,3 m (30 ft 6 in) và mớn nước sâu 5,19 m (17 ft 0 in). Con tàu có thể lặn sâu đến 100 m (328 ft), và có một thủy thủ đoàn đầy đủ bao gồm 94 sĩ quan và thủy thủ.
Type B3 trang bị hai động cơ diesel Kampon Mk.22 Model 10 công suất 4.700 mã lực phanh (3.505 kW), mỗi chiếc vận hành một trục chân vịt. Khi lặn, mỗi trục được vận hành bởi một động cơ điện công suất 1.000 mã lực (746 kW). Khi di chuyển trên mặt nước nó đạt tốc độ tối đa 17,7 hải lý trên giờ (32,8 km/h; 20,4 mph) và 6,5 hải lý trên giờ (12,0 km/h; 7,5 mph) khi lặn dưới nước, tầm xa hoạt động của Type B3 là 21.000 hải lý (39.000 km; 24.000 mi) ở tốc độ 16 hải lý trên giờ (30 km/h; 18 mph), và có thể lặn xa 105 nmi (194 km; 121 mi) ở tốc độ 3 hải lý trên giờ (5,6 km/h; 3,5 mph).
Những chiếc Type B3 có sáu ống phóng ngư lôi 53,3 cm (21,0 in), tất cả được bố trí trước mũi, và mang theo tổng cộng 17 quả ngư lôi Kiểu 95. Vũ khí trên boong tàu bao gồm khẩu hải pháo 14 cm (5,5 in), và hai pháo phòng không 25 mm Type 96. Hầm chứa máy bay được tích hợp vào tháp chỉ huy và hướng ra phía trước. Máy phóng máy bay được bố trí hướng ra phía trước, trong khi khẩu hải pháo trên boong đặt phía sau. Cách sắp xếp này giúp chiếc thủy phi cơ Yokosuka E14Y tận dụng tốc độ hướng ra trước của con tàu khi được phóng lên.

### Chế tạo
I-56 được đặt lườn như là chiếc Tàu ngầm số 629 tại Xưởng vũ khí Hải quân Yokosuka ở Yokosuka vào ngày 29 tháng 9, 1942. Nó được đổi tên thành I-56 vào ngày 12 tháng 6, 1943, rồi được hạ thủy vào ngày 30 tháng 6, 1943. Con tàu hoàn tất và nhập biên chế vào ngày 8 tháng 6, 1944, dưới quyền chỉ huy của Thiếu tá Hải quân Morinaga Masahiko.

## Lịch sử hoạt động

### 1944
Sau khi nhập biên chế, I-56 được phối thuộc cùng Quân khu Hải quân Kure và được điều về Hải đội Tàu ngầm 11 trực thuộc Đệ Lục hạm đội để chạy thử máy và huấn luyện. Sau khi hoàn tất, vào ngày 20 tháng 9, 1944, nó được điều động sang Đội tàu ngầm 15 trực thuộc Hải đội Tàu ngầm 1, vẫn thuộc Đệ Lục hạm đội. Đến đầu tháng 10, I-56 được cải biến thành một tàu ngầm mang ngư lôi tự sát Kaiten, khi khẩu hải pháo 14 cm trên boong phía sau tàu được tháo dỡ, và lắp đặt các bộ gá để có thể mang theo bốn chiếc Kaiten. Cùng vào thời gian này, nó được trang bị radar và thiết bị dò radar.
Từ ngày 12 tháng 10, các tàu sân bay thuộc Lực lượng Đặc nhiệm 38 Đệ Tam hạm đội Hoa Kỳ bắt đầu tiến hành không kích xuống các sân bay tại Đài Loan, và sau đó xuống phía Bắc đảo Luzon thuộc quần đảo Philippine. Vì vậy Đô đốc Soemu Toyoda, Tổng tư lệnh Hạm đội Liên hợp, ra lệnh tiến hành Chiến dịch Shō-Gō 1 từ ngày 13 tháng 10 để phòng thủ Philippines. Công việc cải biến I-56 phải tạm dừng và nó chuẩn bị để hoạt động như một tàu ngầm thông thường.

#### Chuyến tuần tra thứ nhất
Vào ngày 15 tháng 10, I-56 cùng với các tàu ngầm I-26, I-45, I-53 và I-54 được điều động vào Nhóm tàu ngầm A trực thuộc Đệ Lục hạm đội. Nó rời Kure, Hiroshima cùng ngày hôm đó với nhiệm vụ tấn công Lực lượng Đặc nhiệm 38, đi đến khu vực tuần tra được chỉ định trong biển Philippine cách Đài Loan 240 nmi (440 km) về phía Đông Nam. Đến ngày 18 tháng 10, nó được lệnh tuần tra khu vực phía Đông đảo Leyte, Philippines từ ngày 24 tháng 10. Trận Leyte bắt đầu vào ngày 20 tháng 10 khi lực lượng Đồng Minh đổ bộ lên Leyte, và cuộc phản công của Hải quân Nhật Bản đã đưa đến trận Hải chiến vịnh Leyte từ ngày 23 đến ngày 26 tháng 10.
I-56 đang ở trong biển Philippine về phía Đông Mindanao vào ngày 24 tháng 10, khi nó phóng ba quả ngư lôi với kíp nổ cảm ứng từ tấn công đoàn tàu vận tải thuộc Đội đặc nhiệm 78.1 đang trên đường quay trở lại New Guinea. Chiếc tàu ngầm nghe thấy ba tiếng nổ, nên tin rằng đã đánh chìm được ba tàu vận tải, nhưng thực ra chỉ có một quả ngư lôi đánh trúng và gây hư hại cho chiếc landing ship, tank USS LST-695; chiếc LST sống sót và được đồng đội USS LST-985 kéo đến Guam an toàn. tàu frigate tuần tra USS Carson City (PF-50) tìm cách phản công chiếc tàu ngầm, nhưng không thành công.
Đến ngày 25 tháng 10, I-56 đang ở trong biển Philippine về phía Đông Bắc Mindanao khi nó trông thấy Đơn vị Đặc nhiệm 77.4.1 Đệ Thất hạm đội Hoa Kỳ. Đến 22 giờ 34 phút, nó phóng năm quả ngư lôi tấn công, nghe thấy ba tiếng nổ khoảng 50 giây sau đó, nên tự nhận đã đánh chìm một tàu sân bay hộ tống. Trước đó lúc 22 giờ 32 phút, một tàu hộ tống thuộc Đơn vị 77.4.1 đã phát hiện chiếc tàu ngầm, nên các tàu sân bay hộ tống đã kịp thời đổi hướng khẩn cấp 90 độ để né tránh chiếc tàu ngầm; tàu sân bay USS Petrof Bay phát hiện hai quả ngư lôi đi bên cạnh tàu. Tàu hộ tống khu trục USS Coolbaugh tìm cách phản công bằng mìn sâu, buộc I-56 phải lặn xuống đến độ sâu 460 ft (140 m). Coolbaugh tự nhận đã đánh chìm tàu ngầm đối phương, nhưng I-56 vẫn sống sót, và sau khi trồi lên mặt nước, nó thu được một quả mìn sâu Mark 9 không kích nổ dính vào sàn tàu phía sau tháp chỉ huy.
Chỉ còn lại ba quả ngư lôi, trong đó một quả gặp trục trặc, I-56 được lệnh quay trở về Nhật Bản. Nó về đến Kure vào ngày 4 tháng 11, và tại đây công việc cải biến thành tàu ngầm mang ngư lôi tự sát Kaiten được tái tục. Nó bắt đầu thực hành phóng ngư lôi Kaiten từ ngày 12 tháng 11.

### 1945

#### Nhiệm vụKaitenthứ nhất
Vào tháng 12, 1944, I-56 được điều về Đội Kaiten Kongo cùng các tàu ngầm I-36, I-47, I-48, I-53 và I-58; Đội có nhiệm vụ tấn công bằng Kaiten năm địa điểm thả neo khác nhau của hạm đội Hoa Kỳ, đồng loạt vào lúc bình minh ngày 11 tháng 1, 1945, nhưng sau đó bị trì hoãn sang sáng sớm ngày 12 tháng 1, 1945. I-56 xuất phát từ căn cứ Kaiten Otsujima tại Yamaguchi lúc 13 giờ 00 ngày 22 tháng 12, hướng đến mục tiêu được chỉ định là Seeadler Harbor trên đảo Manus, nơi neo đậu của lực lượng Đồng Minh thuộc quần đảo Admiralty trong nhóm quần đảo Bismarck. Trên đường đi, nó được thông tin trinh sát từ thủy phi cơ vào ngày 6 tháng 1, 1945, cho biết sáu tàu tuần dương cùng 28 tàu vận tải đang thả neo tại Manus.
Trước đó vào ngày 10 tháng 11, 1944, tàu chở đạn USS Mount Hood của Hải quân Hoa Kỳ bị nổ tung tại Seeadler Harbor mà không rõ nguyên nhân, và bộ máy tuyên truyền của Tokyo tuyên bố rằng một tàu ngầm bỏ túi đã lập được chiến công này. Vì vậy Hải quân Hoa Kỳ đã tăng cường hoạt động tuần tra chung quanh căn cứ Manus, nên vào ngày 10 tháng 1, 1945, I-56 gặp khó khăn khi bị lực lượng tuần tra chống tàu ngầm phát hiện ở vị trí 60 nmi (110 km) về phía Tây Manus, lúc nó trồi lên mặt nước để xác định chính xác tọa độ. Chiếc tàu ngầm bị truy đuổi trong một giờ trước khi thoát được.
Sang ngày hôm sau 11 tháng 1, I-56 trồi lên mặt nước ở vị trí 50 nmi (93 km) về phía Bắc Seeadler Harbor lúc 23 giờ 00 để nạp điện ắc-quy, nhằm chuẩn bị cho đợt tấn công Kaiten vào ngày 12 tháng 1 theo như kế hoạch. Khi I-56 còn cách cảng 35 nmi (65 km), máy dò radar của nó phát hiện một máy bay tuần tra Đồng Minh đang tiếp cận. Chiếc tàu ngầm buộc phải lặn xuống, và không lâu sau đó nó nghe thấy qua sonar nhiều tàu tuần tra đang truy lùng trong khu vực. Hạm trưởng của I-56 quyết định trì hoãn đợt tấn công và rút lui lên phía Bắc.
Lúc sau hoàng hôn ngày 12 tháng 1, I-56 lại trồi lên mặt nước ở vị trí 60 nmi (110 km) về phía Bắc Seeadler Harbor và di chuyển trên mặt nước. Khi còn cách mục tiêu 40 nmi (74 km), máy dò radar của nó phát hiện máy bay đối phương, rồi năm phút sau đó nó bắt được tín hiệu đối phương qua radar của mình, đồng thời nghe thấy có thêm nhiều máy bay khác đang xuất phát. I-56 lặn xuống một phần để tránh bị nhìn thấy trong khi tiếp tục hướng đến mục tiêu, nhưng cuối cùng vẫn bị một máy bay tấn công, nên buộc phải lặn xuống lúc 02 giờ 30 phút ngày 13 tháng 1. Khi nghe thấy tiếng chân vịt của nhiều tàu tuần tra đang truy lùng trong khu vực, chiếc tàu ngầm một lần nữa trì hoãn đợt tấn công và rút lui.
Đến chiều tối ngày 13 tháng 1, Bộ tư lệnh Đệ Lục hạm đội chỉ thị cho I-56 nỗ lực lần cuối cùng để có thể phóng các Kaiten rồi quay trở về Nhật Bản. Nó bắt đầu tiếp cận Manus, đến được vị trí 55 nmi (102 km) về phía Tây Manus lúc 03 giờ 10 phút ngày 14 tháng 1, khi bị một máy bay tuần tra chống tàu ngầm tấn công. I-56 phải hủy bỏ kế hoạch tấn công bằng Kaiten, và đến ngày 18 tháng 1 nó được lệnh quay trở về Nhật Bản với bốn Kaiten trên tàu nhằm thử nghiệm đánh giá khả năng chịu đựng những chuyến đi biển kéo dài của các ngư lôi tự sát này. Nó về đến căn cứ Kaiten Otsujima vào ngày 3 tháng 2, chất dỡ các Kaiten cùng hoa tiêu, và tiếp tục đi đến Kure.
Sau khi quay trở lại Kure, I-56 trải qua một đợt tái trang bị, khi hầm chứa máy bay cùng máy phóng dành cho thủy phi cơ được tháo dỡ khỏi sàn phía trước, lấy chỗ để mang thêm hai ngư lôi Kaiten, khiến nó có thể mang tổng cộng sáu chiếc Kaiten.

#### Nhiệm vụKaitenthứ hai
Từ ngày 26 đến ngày 29 tháng 3, 1945, lực lượng Hoa Kỳ đổ bộ lên quần đảo Kerama về phía Tây Nam Okinawa nhằm chiếm một căn cứ tiền phương chuẩn bị cho việc chiếm đóng chính Okinawa. Vào ngày 27 tháng 3, Đội Kaiten Tatara, vốn bao gồm I-56 và các tàu ngầm I-44, I-47 và I-58, được thành lập để tấn công tàu bè Đồng Minh tại Okinawa. I-56 xuất phát từ căn cứ Otsujima vào ngày 31 tháng 3, mang theo sáu ngư lôi Kaiten để hướng đến khu vực hoạt động về phía Đông Bắc Okinawa. Trận Okinawa chính thức bắt đầu vào ngày 1 tháng 4 khi lực lượng Hoa Kỳ bắt đầu đổ bộ lên chính Okinawa.

#### Bị mất
I-56 bị mất vào một lúc nào đó trong tháng 4 nhưng không rõ hoàn cảnh cụ thể. Đa số các sử gia Nhật Bản cho rằng tàu khu trục Hoa Kỳ USS Hudson đã đánh chìm nó vào ngày 5 tháng 4, nhưng hầu hết các tác giả phương Tây xác định Hudson đã đánh chìm chiếc Ro-49. Một số sử gia phương Tây cũng ghi công cho I-56 đã đánh chìm tàu ngầm Hoa Kỳ USS Snook vào một lúc nào đó sau ngày 8 tháng 4, nhưng tài liệu thu được từ phía Nhật Bản không thể xác nhận điều này.
Vào ngày 17 tháng 4, lúc 23 giờ 05 phút, thiết giáp hạm USS Missouri (BB-63) phát hiện qua radar một tàu ngầm đang di chuyển trên mặt nước ở khoảng cách 12 nmi (22 km), nên một đội tìm-diệt tàu ngầm được hình thành chung quanh tàu sân bay hạng nhẹ USS Bataan. Tàu khu trục USS Heermann phát hiện được mục tiêu qua radar, và tàu khu trục USS Uhlmann đã tiến hành một lượt tấn công bằng mìn sâu, nhưng không có kết quả. Đến sáng ngày 18 tháng 4, hai máy bay xuất phát từ Bataan cùng với các tàu khu trục USS Collett, USS McCord và USS Mertz tiến hành một đợt tấn công phối hợp. Sau nhiều giờ truy tìm và tấn công, chiếc tàu ngầm đối phương cuối cùng bị đánh chìm tại tọa độ 26°42′B 130°38′Đ / 26,7°B 130,633°Đ. Tung tích chiếc tàu ngầm bị đánh chìm tiếp tục là một bí ẩn, nhưng nhiều khả năng đó là I-56.
Đến ngày 2 tháng 5, Hải quân Đế quốc Nhật Bản công bố I-56 có thể đã bị mất tại khu vực Okinawa với tổn thất toàn bộ 116 thành viên thủy thủ đoàn cùng sáu thành viên tổ lái Kaiten. Tên nó được cho rút khỏi đăng bạ hải quân vào ngày 10 tháng 6, 1945.